# Flying Dog
Flying Dog è il secondo album in studio del chitarrista statunitense Paul Gilbert, pubblicato nel 1999.

## Tracce
1. Get It – 2:28 (Paul Gilbert)
2. Girl Crazy – 3:55 (Donnie Vie, Chip Z'Nuff)
3. Be My Wife – 5:58 (Gilbert)
4. Mr. Skin (cover degli Spirit) – 3:53 (Jay Ferguson)
5. Beautiful Girls Are Insane – 3:20 (Gilbert)
6. Midnight Maryanne – 3:34 (Gilbert)
7. Heavy Disco Trip – 3:20 (Gilbert)
8. Kate Is a Star – 4:54 (Gilbert, Russ Parrish)
9. Down to Mexico – 3:30 (Gilbert)
10. Tell the Truth – 3:47 (Gilbert)
11. Wrong Man – 3:53 (Gilbert)
12. Gilberto Concerto (strumentale) – 7:48 (Johann Christoph Friedrich Bach, arr. Gilbert)

- Gilberto Concerto è la trascrizione del primo movimento (allegro) di un concerto in la maggiore di Johann Christoph Friedrich Bach per clavicembalo e orchestra, senza numero d'opera e di attribuzione controversa.

## Formazione
- Paul Gilbert – voce, chitarra, organo, percussioni
- Bruce Bouillet – chitarra
- Tony Spinner – chitarra, cori
- Mike Szuter – basso, cori
- Johnny Fedevich – batteria